# Урда-Ага
Урда́-Ага́ (рос. Урда-Ага) — село у складі Агінського району Забайкальського краю, Росія. Адміністративний центр Урда-Агинського сільського поселення.

## Населення
Населення — 1121 особа (2010; 953 у 2002).
Національний склад (станом на 2002 рік):
- буряти — 94 %

## Люди
В селі народився Дамдінов Даріжап Дугарович (1912—1942) — бурятський радянський поет, журналіст і перекладач.